# Olympische Sommerspiele 1960/Teilnehmer (Malaya)
| Gelbes Symbol für Goldmedaillen mit stilisierten Olympischen Ringen | Graues Symbol für Silbermedaillen mit stilisierten Olympischen Ringen | Braundes Symbol für Bronzemedaillen mit stilisierten Olympischen Ringen |
| ------------------------------------------------------------------- | --------------------------------------------------------------------- | ----------------------------------------------------------------------- |
| —                                                                   | —                                                                     | —                                                                       |

Malaya nahm an den Olympischen Sommerspielen 1960 in der italienischen Hauptstadt Rom mit einer Delegation von neun männlichen Sportlern an elf Wettbewerben in vier Sportarten teil.
Es konnten keine Medaillen gewonnen werden. Jüngster Athlet war der Sprinter Manikavasagam Jegathesan (16 Jahre und 307 Tage), ältester Athlet war der Sportschütze Chan Kooi Chye (39 Jahre und 82 Tage). Es war nach den Olympischen Sommerspielen 1956 die zweite Teilnahme an Olympischen Sommerspielen für das Land. Fahnenträger war der Sprinter Shahrudin Mohamed Ali.

## Teilnehmer nach Sportarten

### Gewichtheben
- Chung Kum Weng
  - Federgewicht

Finale: 315,0 kg, Rang elf
Militärpresse: 92,5 kg, Rang 13
Reißen: 97,5 kg, Rang zehn
Stoßen: 125,0 kg, Rang zwölf

- Kuan King Lam
  - Leichtschwergewicht

Finale: 370,0 kg, Rang 18
Militärpresse: 112,5 kg, Rang 21
Reißen: 115,0 kg, Rang 15
Stoßen: 142,5 kg, Rang 19

### Leichtathletik
- Shahrudin Mohamed Ali
  - 100 Meter Lauf

Runde eins: ausgeschieden in Lauf vier (Rang sechs), 11,0 Sekunden (handgestoppt), 11,11 Sekunden (automatisch gestoppt)
  - 200 Meter Lauf

Runde eins: ausgeschieden in Lauf zwei (Rang vier), 22,3 Sekunden (handgestoppt), 22,40 Sekunden (automatisch gestoppt)

- Manikavasagam Jegathesan
  - 400 Meter Lauf

Runde eins: ausgeschieden in Lauf sechs (Rang vier), 48,4 Sekunden (handgestoppt), 48,56 Sekunden (automatisch gestoppt)

- Kaimar-ud-Din bin Maidin
  - Weitsprung

Qualifikationsrunde: Gruppe A, 6,74 Meter, Rang 16, Gesamtrang 43, nicht für das Finale qualifiziert
Versuch eins: 6,74 Meter
Versuch zwei: 5,84 Meter
Versuch drei: 5,38 Meter

### Schießen
- Chan Kooi Chye
  - Kleinkaliber liegend

Qualifikation: Gruppe eins, 370 Punkte, Rang 76, nicht für das Finale qualifiziert
Runde eins: 91 Punkte
Runde zwei: 92 Punkte
Runde drei: 95 Punkte
Runde vier: 92 Punkte

- Ong Hock Eng
  - Tontaubenschießen

Qualifikation: nicht für das Finale qualifiziert

### Schwimmen
- Fong Seow Hor
  - 200 Meter Brust

Runde eins: ausgeschieden in Lauf fünf (Rang sieben), 2:56,4 Minuten

- Fong Seow Jit
  - 100 Meter Freistil

Runde eins: ausgeschieden in Lauf zwei (Rang sieben), 1:03,4 Minuten
  - 400 Meter Freistil

Runde eins: ausgeschieden in Lauf fünf (Rang sechs), 5:07,3 Minuten